# U 234
U 234 war ein U-Boot der deutschen Kriegsmarine, das im Zweiten Weltkrieg eingesetzt wurde. Das Boot befand sich zum Zeitpunkt des Kriegsendes in Europa auf dem Weg nach Japan und hatte neben Konstruktionsplänen von Düsenjägern und Fernraketen auch 560 Kilogramm Uranoxid mit an Bord. 
Es gehörte zum Typ X B, einer Klasse von Minenleger-U-Booten, die für diesen Zweck aber nicht mehr eingesetzt wurden, da neue Minen entwickelt worden waren, die auch von Booten anderer Typen verlegt werden konnten.
Während des Zweiten Weltkriegs wurden diese großen U-Boote verstärkt als Versorgungsboote eingesetzt, da die eigentlichen Versorgungs-U-Boote („Milchkühe“) vom Typ XIV schon nach kurzer Einsatzzeit Luftangriffen zum Opfer gefallen waren. Auch zur Güterverschiffung wurden Boote des Typs X verwendet.

## Bau
Obwohl die Kiellegung bereits 1941 erfolgte, wurde U 234 erst 1944 fertiggestellt. Die Verzögerung wurde durch einen alliierten Bombenangriff verursacht, bei dem die vorderen 9 Meter des Druckkörpers getroffen wurden und komplett ersetzt werden mussten.
U 234, das ursprünglich als Minenleger konzipiert war, wurde 1944/45 für die Durchführung eines Spezialeinsatzes umgebaut. Die seitlichen Minenschächte wurden ausgebaut und in Laderäume umgewandelt. In die vorderen Minenschächte wurden große Röhren eingebaut. Das U-Boot erhielt auch einen Schnorchel für lange Unterwasserfahrten.
Außerdem erhielt U 234 Anfang 1945 eine Funkmess-Station vom Typ Hohentwiel. Dazu wurde eine aus der Turmverkleidung mit Druckluft ausfahrbare Funkmessantenne (eine sog. „Matratze“) eingebaut. Mit Hilfe dieser Vorrichtung konnte jedes Flugziel erfasst werden, bevor das U-Boot selber aus der Luft geortet werden konnte.

## Einsatz
Als sich die deutsche Niederlage abzeichnete, stimmte Hitler der japanischen Bitte um spaltbares Material und technische Hilfe zu. Das japanische Kernwaffenprogramm benötigte Material zur Verwirklichung von nuklearen Waffen. Nachdem bereits die drei japanischen U-Boote I-52, I-30 und I-29 (zwei davon auf dem Rückweg, also bereits mit Uranerz an Bord) versenkt worden waren, wurde entschieden, ein deutsches U-Boot mit kriegswichtiger Fracht nach Japan zu entsenden. Zielort und Art der Fracht hatte die Abteilung Marinesonderdienst Ausland (MSD) unter Vorsitz von Korvettenkapitän Franz Becker bestimmt.
U 234 verließ Kiel im März 1945. Eine Kollision mit einem anderen deutschen U-Boot im Kattegat machte Reparaturen notwendig, die in Norwegen durchgeführt wurden. Am 15. April verließ U 234 Kristiansand mit Richtung Atlantik.
Bereits im Februar 1945 war U 864 mit kriegswichtigen Gütern für Japan (u. a. zwei deutsche Ingenieure, 65 Tonnen Quecksilber, Flugzeugteile und -pläne sowie Triebwerkskomponenten für Strahlflugzeuge) westlich der norwegischen Insel Fedje versenkt worden.

## Besatzung und Passagiere
- Mitglieder der Stammbesatzung
  - Kommandant – KptLt Johann Heinrich Fehler
  - 1. Wachoffizier – KptLt Richard von Bulla (Passagier; siehe unten)
  - 2. Wachoffizier – LtzS Karl Ernst Pfaff
  - Leitender Ingenieur – KptLt (Ing.) Horst Ernst
  - Wachhabender Ingenieur – OLtzS (Ing.) Günter Pagenstecher
  - Schiffsarzt – Stabsarzt Franz Valentin Walter
  - Oberfunker Wolfgang Hirschfeld

- 4 Luftwaffenoffiziere als Passagiere
  - General der Flieger Ulrich Kessler, der neuer Luftwaffenattaché in Tokio werden sollte,
  - dessen Adjutant Leutnant Erich Menzel, ein Radarspezialist
  - Oberstleutnant Fritz von Sandrart, ein Experte zur Luftverteidigung
- 4 Marineoffiziere als Passagiere
  - Heinrich Hellendorn, Experte für Flugabwehreinrichtungen von Kriegsschiffen
  - der Geschwaderrichter und überzeugte Nationalsozialist Kay Nieschling, der in Tokio für die 2000 in Japan stationierten Soldaten der Kriegsmarine zuständig sein und ein Verfahren gegen spionageverdächtige Wehrmachtsangehörige durchführen sollte
  - Gerhard Falcke, ein Marinekonstrukteur mit diplomatischer Erfahrung
  - KptLt Richard von Bulla, ein Navigator, der als Beobachter in der japanischen Marine eingesetzt werden sollte. Er fungierte für diese Fahrt anstelle von OLtzS d. R. Alfred Klingenberg von der Stammbesatzung als 1. Wachoffizier, um eine Person weniger an Bord zu haben.
- 3 zivile Ingenieure als Passagiere
  - Heinz Schlicke, ein Elektronikexperte, zur Unterstützung Japans in der Radartechnik und Systemen für Gegenmaßnahmen
  - August Bringewald von der Firma Messerschmitt, Experte für die Produktion des Kampfflugzeugs Me 262.
  - Franz Ruf, ein Industriemechaniker, der Japan beim Bau einer neuen Flugzeugfabrik unterstützen sollte
- 2 japanische Spezialisten für Flugzeugbau, Raketentechnik und U-Boot-Konstruktion als Passagiere
  - Kaigun-Gijutsu Chūsa[1] Hideo Tomonaga und
  - Kaigun-Gijutsu Chūsa Genzo Shoji

Die Japaner waren von deutschen Wissenschaftlern eingewiesen worden und sollten die entsprechenden Geräte, Materialien und Geheiminformationen nach Japan überführen.

## Fracht und Kapitulation
Das U-Boot transportierte 240 Tonnen Fracht, darunter Baupläne des Düsenflugzeugs Me 262, Forschungsunterlagen und Blaupausen der wichtigsten Waffenentwicklungen Deutschlands, Quecksilber und 560 Kilogramm Uranoxid.

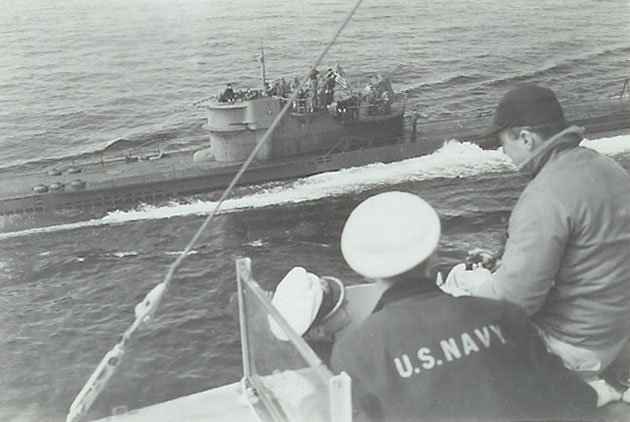
U 234 von der USS Sutton aus

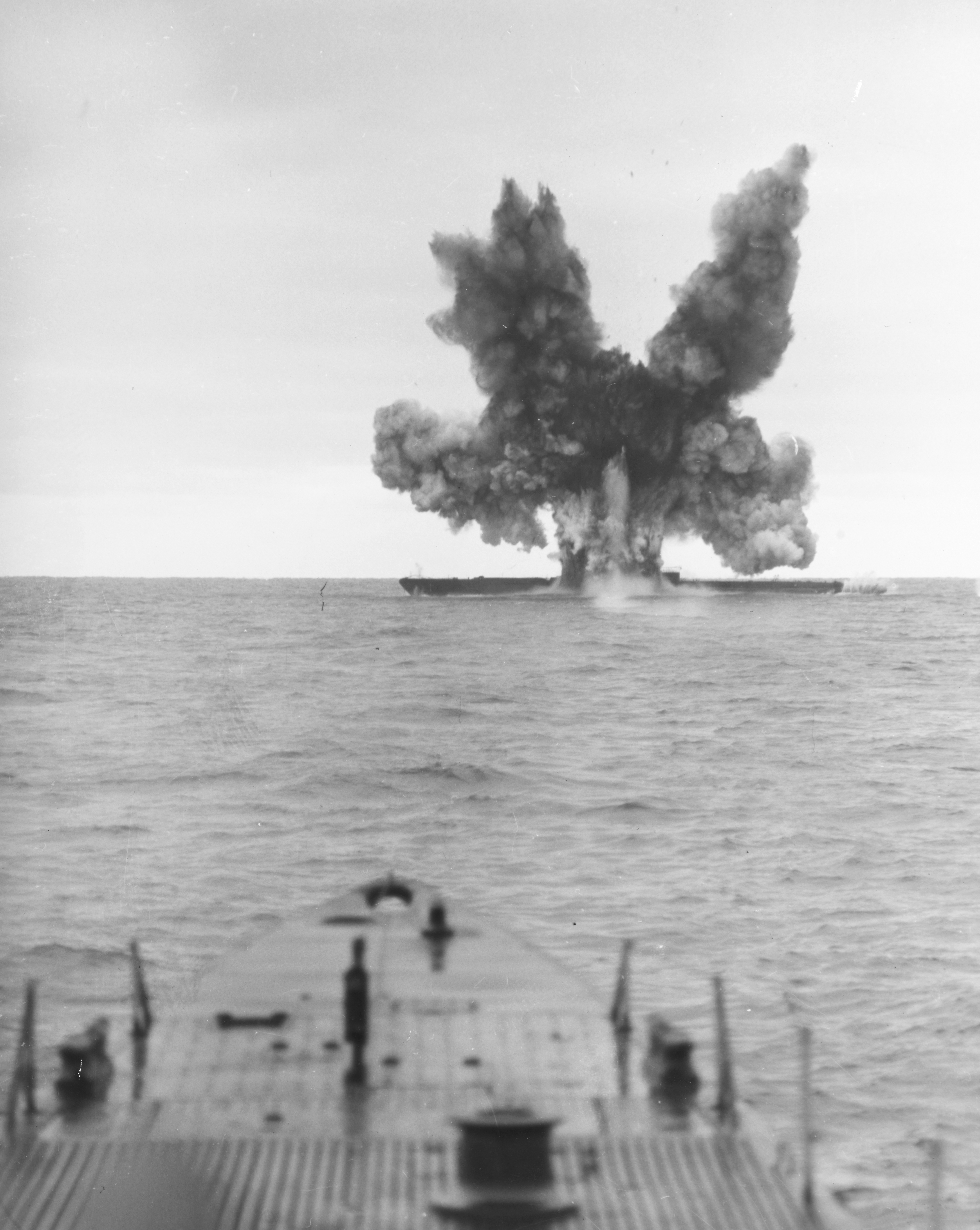
Das Ende als Zielobjekt bei der Erprobung neuer Torpedos

Am 10. Mai 1945 erhielt Fehler die Nachricht von der deutschen Kapitulation. Man war sich zunächst über den Wahrheitsgehalt des Funkspruches nicht sicher, da man einen Trick der Alliierten vermutete. Ein anderes deutsches U-Boot bestätigte jedoch die Meldung. Einige Männer der Bordbesatzung wollten weiterfahren und den Auftrag ausführen (so auch die beiden mitfahrenden japanischen Offiziere), andere (wie die Mehrzahl der an Bord befindlichen Passagiere) drängten zunächst zur Reise nach Argentinien oder Uruguay. Der Kommandant entschied nach langen Diskussionen und Überlegungen, das Unternehmen abzubrechen und sich der amerikanischen Marine zu ergeben. Die beiden Japaner begingen daraufhin durch die Einnahme von Luminal Suizid und wurden auf hoher See bestattet. Dabei wurden auch deren Geheimdokumente versenkt. Eigentlich hätte U 234 nun den kanadischen Hafen Halifax anlaufen müssen, es wurde aber die amerikanische Küste angesteuert. Die USA waren über die Ladung des U-Bootes informiert und störten den Funkverkehr zwischen den Briten und U 234. Am 14. Mai 1945 ergab sich U 234 östlich des Flemish Cap dem amerikanischen Geleitzerstörer USS Sutton. U 234 wurde zur Marinebasis in Portsmouth (New Hampshire) gebracht.
Das Uranoxid wurde nach Washington zur Begutachtung und dann in die Waffenschmiede nach Oak Ridge in Tennessee verfrachtet, wo es in ca. 0,5 kg waffenfähiges Uran umgewandelt werden konnte. Ob dieses Material auch Bestandteil der Atombombe auf Hiroshima war, kann nicht zweifelsfrei nachgewiesen werden.
U 234 wurde am 20. November 1947 bei Cape Cod durch das amerikanische U-Boot USS Greenfish bei Torpedotests versenkt. Das Wrack wird 40 sm nordöstlich von Cape Cod vermutet.

## Film
Die Geschichte von U 234 war Vorlage des deutschen Films Das letzte U-Boot (1993).